# Mauro Mendonça Filho
Mauro Pereira de Mendonça Filho (Rio de Janeiro, 8 de agosto de 1965) é um diretor de televisão brasileiro. É filho dos atores Rosamaria Murtinho e Mauro Mendonça e irmão de João Paulo Mendonça.

## Carreira
Em 1984, ingressou na TV Globo, como editor, na novela Partido Alto, de Aguinaldo Silva e Gloria Perez. Em 1988, começou como assistente de direção da novela Vale Tudo, de Gilberto Braga. Dois anos depois, já assinava como diretor a minissérie A.E.I.O. Urca, de Doc Comparato e Carlos Manga. Em 1995, assinou a primeira direção geral, no especial A Comédia da Vida Privada. Desde o começo de sua carreira na televisão, participou da concepção de trabalhos como O Dono do Mundo, Renascer, Memorial de Maria Moura, Toma Lá Dá Cá, Negócio da China e S.O.S. Emergência. No dia 24 de março de 2014, é promovido de diretor de novelas, para ser diretor de núcleo.
No teatro, assina a direção dos espetáculos: "Deus", de Woody Allen (1998); "O Submarino", de Maria Carmem Barbosa e Miguel Falabella (1998); "A Megera Domada", de William Shakespeare (2000); "No Retrovisor", de Marcelo Rubens Paiva (2002); e "Renato Russo", de Daniela Pereira de Carvalho (2007).
Em 2012, ganhou o Prêmio Emmy Internacional, pela trama-remake escrita por Alcides Nogueira e Geraldo Carneiro, baseada na obra original de Janete Clair, O Astro (2011), exibida no horário das 23h, pela Rede Globo. Em 2016, ganhou novamente o Prêmio Emmy Internacional, pela trama escrita por Walcyr Carrasco, Verdades Secretas, novela exibida no horário das 23h, pela Rede Globo.
Em 2017 foi anunciada a produção Brasileira oficial do musical American Idiot sob sua direção. Entre os atores e atrizes protagonistas estão Thiago Fragoso, Beto Sargentelli, Nando Brandão, Di Ferrero, Lua Blanco e Thaís Piza.

## Vida pessoal
Namora a arquiteta Ana Aline de Lima desde 2013. Tem duas filhas, Sofia e Januária, do casamento com Juliana Mendes Mendonça, e uma outra filha do relacionamento anterior com Daniella Visco, Victória.
Tem formação em comunicação, Cinema, Artes Dramáticas e Direção de Teatro, o que lhe rende a versatilidade de atuar como diretor de teatro, cinema e televisão.

## Filmografia
| Ano     | Trabalho                      | Autor                                          |
| ------- | ----------------------------- | ---------------------------------------------- |
| 2022    | Travessia                     | Gloria Perez                                   |
| 2017    | O Outro Lado do Paraíso       | Walcyr Carrasco                                |
| 2017    | Vade Retro                    | Fernanda Young Alexandre Machado               |
| 2015    | Verdades Secretas             | Walcyr Carrasco                                |
| 2014    | Dupla Identidade              | Gloria Perez                                   |
| 2013    | Amor à Vida                   | Walcyr Carrasco                                |
| 2012    | Gabriela                      | Walcyr Carrasco                                |
| 2011    | O Astro                       | Alcides Nogueira Geraldo Carneiro              |
| 2010    | S.O.S. Emergência             | Marcius Melhem Daniel Adjafre                  |
| 2008    | Negócio da China              | Miguel Falabella                               |
| 2005–08 | Toma Lá, Dá Cá                | Maria Carmem Barbosa Miguel Falabella          |
| 2004    | Como uma Onda                 | Walther Negrão                                 |
| 1999    | Força de um Desejo            | Gilberto Braga Alcides Nogueira Sérgio Marques |
| 1998    | Dona Flor e Seus Dois Maridos | Dias Gomes                                     |
| 1995    | Irmãos Coragem                | Dias Gomes                                     |
| 1994    | Memorial de Maria Moura       | Jorge Furtado Carlos Gerbase                   |
| 1993    | Renascer                      | Benedito Ruy Barbosa                           |
| 1991    | O Dono do Mundo               | Gilberto Braga                                 |

## Prêmios e indicações
| Ano  | Prêmio                | Categoria      | Trabalho          | Resultado | Ref.         |
| ---- | --------------------- | -------------- | ----------------- | --------- | ------------ |
| 2009 | Prêmio Contigo! de TV | Melhor Diretor | Negócio da China  | Indicado  | [ 6 ]        |
| 2012 | Prêmio Contigo! de TV | Melhor Diretor | O Astro           | Indicado  |              |
| 2014 | Prêmio Contigo! de TV | Melhor Diretor | Amor à Vida       | Indicado  | [ 7 ] [ 8 ]  |
| 2015 | Troféu APCA           | Melhor Diretor | Verdades Secretas | Venceu    | [ 9 ] [ 10 ] |
| 2016 | Emmy Internacional    | Melhor Novela  | Verdades Secretas | Venceu    |              |